# MiEV

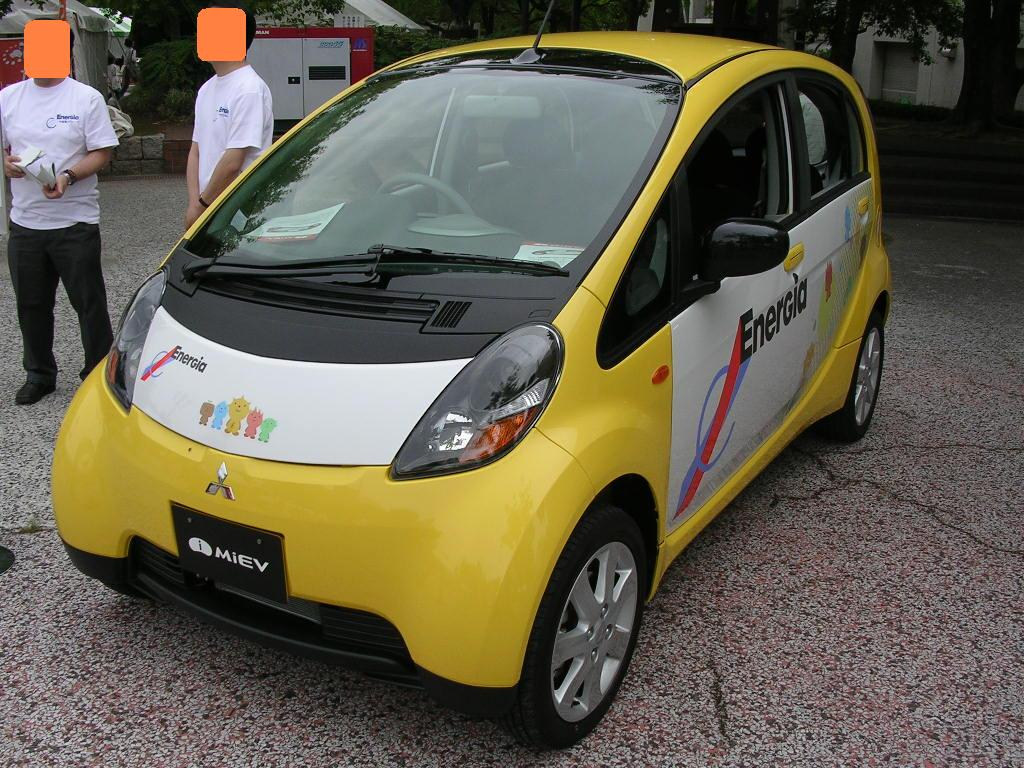
三菱自動車 i-MiEV、中国電力カラー

MiEV（ミーブ、Mitsubishi innovative Electric Vehicle：ミツビシ・イノヴェイティヴ・エレクトリック・ヴィークル）とは三菱自動車工業が開発したリチウムイオン電池、駆動モーターを搭載した次世代電気自動車技術の総称。
インホイールモーターによってトランスミッションやドライブシャフトなどの駆動系部品が不要となり車両レイアウトが飛躍的に向上する。また、4輪にインホイールモーターを搭載することにより、各ホイールの駆動力及び制動力を高次元で制御することが可能となる。

## "MIEV"と"MiEV"
インホイールモーターを搭載したものを、Mitsubishi In-wheel motor Electric Vehicle（ミツビシ・インホイール・モーター・エレクトリック・ヴィークル）と称していたが、バッテリーを搭載した電気自動車だけでなく、ハイブリッド車や燃料電池車も含むようになり、Mitsubishi innovative Electric Vehicleとなった。

## 市販車
現在MiEVはiをベースにしたi-MiEVが2009年6月5日に発表され、世界初の量産型リチウムイオン電池搭載電気自動車として7月22日に市販を開始している。
i-MiEVは最高速度130km/h、航続距離160km（10・15モード燃費での計測）と一般ユースではほぼ不足のない性能を発揮しているほか、家庭のコンセント（交流100Vおよび200V）からでも、または200V三相交流の急速充電器からでも充電できるスリーウェイ充電システムを装備している。
その他、ランサーエボリューションMiEVは2005年の四国EVラリーに出場している。
※開発初期段階では、各ホイール内部へインホイールモーターを配した設計であったが、量産においては一般的な後輪駆動用の動力源としてモーターを配置している。

## 搭載車種
- 三菱・i-MiEV
- 三菱・ランサーエボリューションMIEV
- 三菱・コルトEV
- 三菱・ミニキャブMiEV